# Nazareno Colombo
Nazareno Colombo (Quilmes, 20 marzo 1999) è un calciatore argentino, difensore del Racing Club.

## Caratteristiche tecniche
È un difensore centrale.

## Carriera

### Club
Cresciuto nel settore giovanile dell'Estudiantes (LP), ha esordito in prima squadra il 20 luglio 2019 disputando l'incontro di Copa Argentina vinto 2-0 contro il Mitre (SdE).

### Nazionale
Ha giocato nella nazionale argentina Under-20.

## Statistiche

### Presenze e reti nei club
Statistiche aggiornate al 2 aprile 2025.
| Stagione                  | Squadra                   | Campionato                | Campionato | Campionato | Coppe nazionali | Coppe nazionali | Coppe nazionali | Coppe continentali | Coppe continentali | Coppe continentali | Altre coppe | Altre coppe | Altre coppe | Totale | Totale | Totale |
| Stagione                  | Squadra                   | Comp                      | Pres       | Reti       | Comp            | Pres            | Reti            | Comp               | Pres               | Reti               | Comp        | Pres        | Reti        | Pres   | Reti   |        |
| ------------------------- | ------------------------- | ------------------------- | ---------- | ---------- | --------------- | --------------- | --------------- | ------------------ | ------------------ | ------------------ | ----------- | ----------- | ----------- | ------ | ------ | ------ |
| 2018-2019                 | Estudiantes (LP)          | PD                        | 0          | 0          | CA              | 1               | 0               | -                  | -                  | -                  | -           | -           | -           | 1      | 0      |        |
| 2019-2020                 | Estudiantes (LP)          | PD                        | 11         | 2          | CA+CdL+CdS      | 1+8+1           | 0               | -                  | -                  | -                  | -           | -           | -           | 21     | 2      |        |
| gen.-ago. 2021            | Estudiantes (LP)          | PD                        | 0          | 0          | CA+CdL          | 0+5             | 0               | -                  | -                  | -                  | -           | -           | -           | 5      | 0      |        |
| Totale Estudiantes (LP)   | Totale Estudiantes (LP)   | Totale Estudiantes (LP)   | 11         | 2          |                 | 16              | 0               |                    | -                  | -                  |             | -           | -           | 27     | 2      |        |
| ago.-dic. 2021            | Defensa y Justicia        | PD                        | 16         | 0          | CA+CdL          | 1+0             | 0               | -                  | -                  | -                  | -           | -           | -           | 17     | 0      |        |
| 2022                      | Defensa y Justicia        | PD                        | 26         | 0          | CA+CdL          | 3+12            | 0+1             | CS                 | 4                  | 0                  | -           | -           | -           | 45     | 1      |        |
| gen.-ago. 2023            | Defensa y Justicia        | PD                        | 19         | 1          | CA+CdL          | 2+0             | 0               | CS                 | 5                  | 0                  | -           | -           | -           | 26     | 1      |        |
| Totale Defensa y Justicia | Totale Defensa y Justicia | Totale Defensa y Justicia | 61         | 1          |                 | 18              | 1               |                    | 9                  | 0                  |             | -           | -           | 88     | 2      |        |
| ago.-dic. 2023            | Racing Club               | PD                        | -          | -          | CA+CdL          | 0+8             | 0               | CL                 | -                  | -                  | SI          | -           | -           | 8      | 0      |        |
| 2024                      | Racing Club               | PD                        | 21         | 1          | CA+CdL          | 1+7             | 0               | CS                 | 2                  | 0                  | -           | -           | -           | 31     | 1      |        |
| 2025                      | Racing Club               | PD                        | 10         | 0          | CA              | 1               | 0               | CL                 | 1                  | 0                  | RS          | 2           | 0           | 14     | 0      |        |
| Totale Racing Club        | Totale Racing Club        | Totale Racing Club        | 31         | 1          |                 | 17              | 0               |                    | 3                  | 0                  |             | 2           | 0           | 53     | 1      |        |
| Totale carriera           | Totale carriera           | Totale carriera           | 103        | 4          |                 | 51              | 1               |                    | 12                 | 0                  |             | 2           | 0           | 168    | 5      |        |

## Palmarès
- Coppa Sudamericana: 1

Racing Club: 2024
- Recopa Sudamericana: 1

Racing Club: 2025